# 1033 (numero)
Milletrentatré (1033) è il numero naturale dopo il 1032 e prima del 1034.

## Proprietà matematiche
- È un numero dispari.
- È un numero primo.
- È un numero difettivo.
- È un numero omirp.
- È un numero felice.
- È un numero nontotiente in quanto dispari e diverso da 1.
- È un numero ondulante nel sistema posizionale a base 13 (616).
- È un numero odioso.
- È un numero intero privo di quadrati.
- È parte delle terne pitagoriche (192, 1015, 1033), (1033, 533544, 533545).

## Astronomia
- 1033 Simona è un asteroide della fascia principale del sistema solare.
- NGC 1033 è una galassia situata nella costellazione della Balena.

## Astronautica
- Cosmos 1033 è un satellite artificiale russo.